# Villas (Nova Jersey)
Villas és una concentració de població designada pel cens dels Estats Units a l'estat de Nova Jersey. Segons el cens del 2000 tenia 9.064 habitants.

## Demografia
Segons el cens del 2000, Villas tenia 9.064 habitants, 3.733 habitatges, i 2.456 famílies. La densitat de població era de 881,5 habitants/km².
Dels 3.733 habitatges en un 28,9% hi vivien nens de menys de 18 anys, en un 47,9% hi vivien parelles casades, en un 13,3% dones solteres, i en un 34,2% no eren unitats familiars. En el 29,5% dels habitatges hi vivien persones soles el 15,5% de les quals corresponia a persones de 65 anys o més que vivien soles. El nombre mitjà de persones vivint en cada habitatge era de 2,43 i el nombre mitjà de persones que vivien en cada família era de 2,98.
Per edats la població es repartia de la següent manera: un 25,6% tenia menys de 18 anys, un 6,6% entre 18 i 24, un 26,5% entre 25 i 44, un 22,3% de 45 a 60 i un 19,1% 65 anys o més.
L'edat mediana era de 39 anys. Per cada 100 dones de 18 o més anys hi havia 86,4 homes.
La renda mediana per habitatge era de 33.563 $ i la renda mediana per família de 38.950 $. Els homes tenien una renda mediana de 32.996 $ mentre que les dones 21.723 $. La renda per capita de la població era de 16.696 $. Aproximadament el 8,3% de les famílies i el 10,4% de la població estaven per davall del llindar de pobresa.

## Poblacions properes
El següent diagrama mostra les poblacions més properes.